# Schachno Epstein
Schachno Epstein (russisch Шахно Эпштейн; wiss. Transliteration Šachno Ėpštejn; geboren 1883 in Iwje (Ивье) Ujesd Aschmjany (Ошмянский), bei Vilnius (Wilna), Gouvernement Wilna, Russisches Kaiserreich; gestorben am 27. Juli 1945 in Moskau, Sowjetunion), auch Schachne Epstein und in anderen Schreibungen; eigentlich Alexander Borissowitsch Epstein (russisch Александр Борисович Эпштейн; wiss. Aleksandr Borisovič Ėpštejn; auch: Alexander Borisovich Epstein), war ein sowjetischer Funktionär, Publizist und Agent des Volkskommissariats für innere Angelegenheiten (NKWD). Er war Generalsekretär des Jüdischen Antifaschistischen Komitees.

## Leben und Wirken
Epstein wurde in einer chassidischen Familie geboren. Unter seinen Vorfahren waren berühmte Rabbiner und Maskilim. Er studiert bis zum Alter von sechzehn Jahren bei Privatlehrern in einer Jeschiwa und war gut vertraut mit der jüdischen und russischen Literatur. Dann ging er zum Studium der Malerei nach Warschau. Er war seit 1903 Mitglied der Bundisten, wurde zum Exil gezwungen und kehrte erst nach der Februarrevolution nach Russland zurück. Er brach 1919 mit seiner politischen Vergangenheit und wurde Mitglied der kommunistischen Partei sowie der Jewsekzija, d. h. der jüdischen Sektion der kommunistischen Partei, zu deren Aufgaben die Liquidierung der bürgerlichen jüdischen Kultur und aller nichtkommunistischen Organisationen gehörte. Arno Lustiger zufolge war Epstein zusammen mit Solomon Spiegelglas und Grigori Heifetz eine der bestimmenden Persönlichkeiten des Jüdischen Antifaschistischen Komitees (JAK / JAFK) gezählt. Zudem wurde er Herausgeber der jiddischen Zeitung Ejnikajt des JAFK und half bei der Redaktion des Schwarzbuches. Itzik Fefer und er hatten ohne Ilja Ehrenburgs Kenntnis am 19. Oktober 1944 Dokumente im Umfang von 552 Seiten des in der Sowjetunion zusammengetragenen Materials in die USA übermittelt. Ehrenburg und Epstein wurden von S. L. Bregman, einem anderen Mitglied des JAK beschuldigt, die Materialien zurückzuhalten. Dem Autor Ilja Altman zufolge war Epstein „der Hauptverfechter der Idee einer selbständigen Publikation der vom JAK gesammelten Dokumente“. Zusammen mit Solomon Michoels und Itzik Fefer war er 1944 einer der Unterzeichner des Stalin übermittelten Krim-Memorandums, das die Führer des JAFK mit dem sowjetischen Außenminister Molotow berieten. Für eine vom JAK geplante jüdische Krim-Republik war Epstein als Regierungschef vorgesehen.
Epstein unternahm zwei Reisen in die Vereinigten Staaten. Die erste solche Reise erfolgte 1909, als er sich an der Aufbauarbeit zur Gründung der Jewish Socialist Federation (JSF) beteiligte. Zur zweiten, mehrjährigen Reise brach er 1921 – vermutlich auf Anweisung der Komintern – auf. Unter dem Pseudonym Josef Barson wurde er Redakteur der in New York erscheinenden jiddischen Wochenzeitung Der Emes (Die Wahrheit). Nach der Aufspaltung der JSF wurde er Mitarbeiter der 1922 von Moissaye Olgin gegründeten Zeitung Morgen Freiheit. 1929 kehrte er in die Sowjetunion zurück. Im Zweiten Weltkrieg wurde er Generalsekretär des Jüdischen Antifaschistischen Komitees.

## Publikationen (Auswahl)
- Ḳnuṭ Hamsun: biyografye. Warschau ca. 1911 (eine kritisch-biographische Skizze)
- Y. L. Perets als sotsyaler dikhṭer („J. L. Perez als sozialer Dichter“), New York, 1916. 2. Aufl. mit dem Titel „Dos arbetsfolk in Y. L. Peretses verk“ – „Die arbeitenden Menschen im Werk von J. L. Peretz“ (1918).
- Inʼm land fun der sotsyaler reṿolutsye („Im Land der sozialen Revolution“) New York, 1928 – Digitalisat
- Beim oyfgang. 1905-1909 (Moskau, 1929).
- Frilings-Toit („Frühlingstod“, Berlin-Kaunas) 1921.
- Po evreĭskim poselkam. (Kharkiv) Izd. Ukrozeta, 1929.
- Osher Shṿartsman[12]: monografye. 1929
- Übersetzung: das polnische Drama in vier Akten von S. Przybyszewski Der shnee: a drame in fir aḳṭen (Der Schnee) (New York, 1911) ins Jiddische
- Übersetzung: das Drama Mit'n vilen fun folk: drame fun revolutsie in fir akten. („Nach dem Willen des Volkes“) (New York, 1923) von Sergeĭ Sabatʼev (Aroysgegeben fun der Idisher federatsye fun der Vorkers parti, New York, 1923) ins Russische
- Lenin. ilustrirt zamlbukh. New York 1925
- Yehudah Gombarg; Shakhne Epstein: Flamfayer: ḳarṭuns. New York 1925 (?)
- Der „Bund“: ṿos er iz geṿen ṿos fun im iz geṿorn. New York 1927
- Y. Stalin. Kharḳoṿ: Melukhe-farlag fun Uḳraine, 1930.
- In tsuriḳ-marsh. Kharkov: Melukhe-ferlag far di natsyonale minderhayṭn in U.S.R.R., 1933.
- Leib Kvitko; Itzhak Katzenelson; I. M. Nusinov[13]; Shakhne Epstein: Dos Bluṭ rufṭ tsu neḳome!: ṿos gelilṭene dertseyln ṿegn de fashisṭishe akhzories inem oḳupirṭn Poyln (1941) (Das Blut schreit nach Rache!). Moskau 1941